# Corrado Olmi
Corrado Olmi (Jesi, 1926. október 24. – Róma, 2020. december 29.) olasz színész.

## Fontosabb filmjei
- Peccato di castità (1956)
- Nehéz szerelem (L’amore difficile) (1962)
- Házasságtörők (Adultero lui, adultera lei) (1963)
- Nyári bolondságok (Frenesia dell'estate) (1964)
- Tündéri nők (Le fate) (1966)
- Belfagor a pokolból (L'arcidiavolo) (1966)
- A Pirinyó, a Behemót és a Jófiú (Bosszú El Pasóban) (I quattro dell’ Ave Maria) (1968)
- Satyricon (1969)
- A kilencfarkú macska (Il gatto a nove code) (1971)
- Spara Joe… e così sia! (1971)
- 4 légy a szürke bársonyon (4 mosche di velluto grigio) (1971)
- Jó megjelenésű ausztráliai feleséget keres (Bello onesto emigrato Australia sposerebbe compaesana illibata) (1971)
- Una donna chiamata Apache (1976)
- Őrült római vakáció (Innamorato pazzo) (1981)
- Forróvérű kísértet (Bollenti spirit) (1981)
- Bonnie és Clyde olasz módra (Bonnie e Clyde all'italiana) (1983)
- Rimini, Rimini – Egy évvel később (Rimini Rimini – Un anno dopo) (1988)
- A vacsora (La cena) (1998)
- Si fa presto dire amore (2000)